# Movement for Islamic Reform in Arabia
Movement for Islamic Reform in Arabia (MIRA; arabisch الحركة الإسلامية للإصلاح, DMG al-Ḥaraka al-islāmiyya lil-iṣlāḥ) ist eine 1996 gegründete islamistische politische Bewegung aus Saudi-Arabien mit Sitz in London, die auf den Sturz des saudischen Königshauses hinarbeitet. Ihr Anführer ist Sa'ad al-Faqih, ein saudischer Arzt und Dissident. MIRA fordert für Saudi-Arabien einen Konsultativrat, der direkt vom Volk gewählt wird und zur Einsetzung der Regierung bevollmächtigt ist.
Sa'ad al-Faqih hatte ursprünglich mit Muhammad al-Mas'ari im Committee for the Defense of Legitimate Rights (CDLR) zusammengearbeitet, sich aber 1996 von ihm getrennt und seine eigene Organisation gegründet. Als Grund dafür gab er in einem Interview an, dass Muhammad al-Mas'ari sich nicht mehr an die vier ursprünglichen Prinzipien von CDLR gehalten habe. Diese seien: 1. Konzentration der politischen Arbeit auf Saudi-Arabien, 2. keine Allianzen mit anderen Gruppen, 3. Interne Entscheidungsfindung in Form von Konsultation, 4. Konzentration auf Medienarbeit.
Zu Bekanntheit gelangte MIRA vor allem, als sie 2003 über Satellitenkommunikation zu einer Massendemonstration gegen die Regierung in Saudi-Arabien aufforderte. Infolge dieser Demonstration wurden über 350 Personen verhaftet, einige davon wurden laut amnesty international noch lange danach in Gefangenschaft gehalten. Vom saudischen Regime wurde MIRA im Jahre 2003 beschuldigt, terroristische Aktivitäten in Saudi-Arabien zu unterstützen, doch stritt MIRA dies ab.
Im Jahr 2005 setzte die US-Regierung die Gruppe als Specially Designated Global Terrorists auf die Sanktionsliste Specially Designated Nationals and Blocked Persons.

## Belege
1. ↑  Vgl. Calvert 187.
2. ↑  Vgl. Calvert 189.
3. ↑  Vgl. Calvert 188.
4. ↑  https://www.fdic.gov/news/financial-institution-letters/2005/fil6705.html